# Xenoposeidon proneneukos
Lo xenoposeidon (Xenoposeidon proneneukos) era un dinosauro sauropode vissuto nel Cretaceo inferiore (Berriasiano - Valanginiano, circa 120 milioni di anni fa). I suoi resti sono stati ritrovati sull'Isola di Wight (Inghilterra).

## Descrizione
Conosciuto solo per una singola vertebra dorsale, per di più incompleta, questo dinosauro è comunque abbastanza insolito da essere classificato come un genere a parte. La vertebra, infatti, è diversa da quella di qualunque altro sauropode a causa della particolare conformazione: è infatti inclinata in avanti di circa 35°. È possibile che questa inclinazione fosse collegata a un profilo particolarmente elevato, ancor più che in Brachiosaurus e forme analoghe.
La vertebra è stata descritta nel 2007 da Taylor e Naish, dopo essere rimasta in un deposito del Natural History Museum di Londra per oltre un secolo.